# Rubén Jiménez
Rubén Jiménez Rodríguez (San Juan de Tibás; 9 de diciembre de 1932-San José; 31 de enero de 2006) fue un futbolista costarricense que se desempeñaba como delantero.

## Trayectoria
Su equipo juvenil fue el de la escuela Miguel Obregón, donde luego en 1951 pasó al Deportivo Saprissa, club con que debutó en la Primera División el 9 de septiembre, en un empate a 2 ante Sociedad Gimnástica Española. Su primer gol fue en una derrota frente a La Libertad, el 14 de octubre del mismo año.
Pasó al Valencia de Curridabat de la Segunda División, el Adler de El Salvador y se retiró en el Herediano por una lesión en el ligamento de una de sus rodillas en 1964.

## Selección nacional
En la victoria de 9-1 sobre Guatemala el 24 de julio de 1955 hizo su debut y primer gol con la selección de Costa Rica, en los llamados 'chaparritos de oro'. En total, disputó 45 partidos y anotó 11 tantos con su selección.

## Clubes
| Club               | País        | Año       |
| ------------------ | ----------- | --------- |
| Deportivo Saprissa | Costa Rica  | 1951-1963 |
| Valencia           | Costa Rica  | 1963      |
| C.D. Adler         | El Salvador | 1964      |
| C.S. Herediano     | Costa Rica  | 1964      |

## Palmarés

### Títulos nacionales
| Título           | Equipo   | País       | Año  |
| ---------------- | -------- | ---------- | ---- |
| Primera División | Saprissa | Costa Rica | 1952 |
| Primera División | Saprissa | Costa Rica | 1953 |
| Primera División | Saprissa | Costa Rica | 1957 |
| Copa Presidente  | Saprissa | Costa Rica | 1960 |
| Primera División | Saprissa | Costa Rica | 1962 |
| Copa Presidente  | Saprissa | Costa Rica | 1963 |

### Títulos internacionales
| Título                                  | Equipo     | Sede        | Año  |
| --------------------------------------- | ---------- | ----------- | ---- |
| Campeonato Centroamericano y del Caribe | Costa Rica | Honduras    | 1955 |
| Campeonato Centroamericano y del Caribe | Costa Rica | Cuba        | 1960 |
| Campeonato Centroamericano y del Caribe | Costa Rica | Costa Rica  | 1961 |
| Campeonato de Naciones de la Concacaf   | Costa Rica | El Salvador | 1963 |

### Distinciones individuales
| Distinción                                           | Año  |
| ---------------------------------------------------- | ---- |
| Máximo goleador de la Primera División de Costa Rica | 1962 |